# Réserve écologique de Table Point
La réserve écologique de Table Point (anglais : Table Point Ecological Reserve) est une réserve écologique de Terre-Neuve-et-Labrador située près de Bellburns sur la péninsule Northern.  La réserve a pour mission de protéger un site paléontologique de l'Ordovicien.

## Géographie
Table Point est situé à deux kilomètres au nord de Bellburns à une cinquantaine de kilomètres du parc national du Gros-Morne.  La petite réserve de 116 ha est située sur la péninsule Northern.  On y accède directement par la route 430.

### Géologie
Le roc du Table Point est composé de sédiments déposés sur le plateau continental et ensuite, sur le talus continental durant l'Ordovicien, entre il y a 468 et 458 millions d'années. Les couches les plus vieilles sont composées en majorité de calcaire et les roches formées dans les zones les plus profondes sont composées de calcaire et de shale.
On retrouve dans les gisements fossilifères une grande variété de faune soit des ostracodes, des trilobites, des brachiopodes, des ectoproctes, des crinoïdes, des éponges, des gastéropodes et des céphalopodes.

## Histoire
La province a mis le territoire en réserve en 1986. La réserve écologique a été créée en 1990.

## Activité
Le public peut accéder la réserve pour la randonnée pédestre et l'observation des fossiles. La chasse et la pêche sont aussi permis. Il n'y a aucun service ni frais d'entrée dans la réserve. 